# Beauchêne Island
Beauchene Island är den sydligaste ön inom den brittiska ögruppen Falklandsöarna i Sydatlanten. Den har ett isolerat läge, cirka 54 km söder om Lafonia, Östra Falkland och har en area om cirka 1,7 km². Ön saknar mänsklig befolkning, men där finns världens nästa största kolonier av svartbrynad albatross (Thalassarche melanophris) (cirka 100 000 par) och klipphopparpingvin (Eudyptes chrysocome) (cirka 60 000 par). 

## Historik
Ön har fått sitt namn efter den franske upptäcktsresanden Jacques Gouin de Beauchêne (1652–1730) som var en av de första européer som siktade den år 1701. Under 1830-talet fanns en mindre bosättning på ön och vissa husruiner finns kvar på den västra sidan. En vetenskaplig expedition landsattes med helikopter 1951 och vistades på ön cirka en månad. 
Beauchene Island är naturreservat och det krävs speciellt tillstånd att landstiga på ön. Naturvårdsorganisationen Falklands Conservation gjorde tre besök 2010-2011 för att genomföra en fågelräkning.